# Триглав (митологија)
Триглав је у митологији балтичких Словена троглаво божанство, вероватно бог рата. Међутим као врховни бог он има и троструку улогу божанства који обавља три функције:
Божанство рођења,
Божанство загробног живота, смрти и предака и
Божанство одржања човековог живота.
Такође сличност Световида и Триглава наводи на помисао да се може радити о истом божанству, који се у различитим крајевима, различито називао.

## Топоними и седишта култа
Средиште његовог култа налазило се у Штетину и Бранденбургу. У Штетину, који је био окружен трима брдима, на средишњем и највећем налазио се храм посвећен Триглаву. У њему је била постављена култна статуа бога са три главе и златним повезом преко очију и уста. Веровало се да три главе симболишу власт бога над три посебна царства: небом, земљом и паклом, а да златни повез преко очију показује да бог не жели да види грехе смртника или сазна за њих. При храму је чуван коњ вранац, са седлом од злата и сребра, који је коришћен за гатање пред ратне походе. На земљу је тада полагано девет нових копаља, на размаку од једног лакта, а затим је зауздани и оседлани коњ три пута прелазио у оба смера. Ратни поход би био предузиман само ако Триглавов коњ при прелажењу не би дотакао ни једно копље. 
Отон Бамбершки порушио је светилиште у Штетину и три главе одсечене са Триглавове култне статуе послао папи у Рим. Култне статуе Триглава које су се налазиле у осталим местима биле су посребрене или позлаћене.
Такође врло је значајан топоним у Словенији Триглава, односно планина Триглав, која је ушла и у Словеначки грб. Овакво поштовање може указати да се ради о некад врховном божанству на простору Словеније.

## Особине
Триглав је, као и Световид, добар пророк, и он своју вољу показује људима, помоћу њему посвећеног црног коња. И Триглавов вранац као и Световидов белац ништа не ради. Нико не сме да га се дотакне, сем четири жреца, који га пазе и тимаре. По један жрец увек иде за њим. Он има своје свето седло украшено сребром и златом, и оно је висило увек крај његова кипа у храму његовом. Триглав се сматрао врло склоним човеку. Начин прорицања Триглавовим вранцем разликује се од начина по коме Световидов белац прориче. Триглав је као и богови са Рујна и Ретре, и као сви словенски богови пре свега бог рата. Неки научници мисле да је Триглав вероватно подмлађена форма старог пансловенског божанства. Он је затим и онај који облачи поља травом и даје свега поклоницима својим.
Велесова књига представља Триглава као једно божанство које се појављује у три различита лика. Овај концепт преузет је из хришћанског учења о светом тројству али и ведског учења о божанству по имену Тримурти. Божанство Тримурти чинила су три бога (Брама, Вишну и Шива) који, иако имају свој божански идентитет, заправо представљају различите квалитете једне космичке силе (стварање, одржавање и уништавање).